# Hygropoda higenaga
Espèce
Synonymes
- Dolomedes higenaga Kishida, 1936
- Hygropoda hippocrepiforma Wang, 1993

Hygropoda higenaga est une espèce d'araignées aranéomorphes de la famille des Pisauridae.

## Distribution
Cette espèce se rencontre en Chine, à Taïwan et au Japon.

## Description
Le mâle mesure 8 mm et la femelle 10 mm.

## Publication originale
- Kishida, 1936 : A synopsis of the Japanese spiders of the genus Dolomedes. Acta Arachnologica, vol. 1, p. 114-127.